# Секрет Ведьмака
«Секрет Ведьмака» (англ. The Spook's Secret) — третья книга серии «Хроники Уордстоуна» британского писателя Джозефа Дилейни.

## Сюжет
Ведьмак ведёт своего ученика Тома и ведьму Алису в «зимний дом» на пустоши Англзарк, где Ведьмак держит под замком свою возлюбленную ведьму-ламию Мэг Скелтон. Одомашненные ведьмы-ламии похожи на обычных женщин, однако, в своей естественной среде они становятся чешуйчатыми существами передвигающимися на четвереньках или существами с крыльями(венгириями), питающимися кровью людей.
По достижению Англзарка, Том и Ведьмак оставляют Алису на попечении Хёрстов, задолжавших Ведьмаку. В зимнем доме Том и Ведьмак пробуждают Мэг, которая содержится в запертом подвале, опоённая специальным чаем. Даже когда Мэг бодрствует, Ведьмак держит её в наркотическом состоянии, чтобы она не могла вспомнить, кто она, и не могла никому причинить вреда. В самом глубоком подвале дома заперта другая ведьма-ламия, Марсия — сестра Мэг. Дозы чая охраняют Мэг от воспоминаний о сестре и не позволяют ей освободить Марсию. Том и Ведьмак сталкиваются с домовым-пращником и побеждают его, но Ведьмак оказывается серьёзно ранен. На помощь им спешит Алиса и, несмотря на то, что она слаба, берёт на себя обязательства по опаиванию Мэг, чтобы та оставалась покладистой.
Том получает из дома письмо, в котором говорится, что его отец при смерти и хочет проститься с младшим сыном на семейной ферме. Прежде, чем покинуть город, Том сталкивается с Морганом Хёрстом, бывшим учеником Ведьмака, который провалил обучение. Морган стал некромантом и пытается возродить древнее божество — Голгофа. Морган сообщает Тому, что его отец умер ещё неделю назад. Том спешит домой, чтобы проверить слова Моргана.
Когда Том возвращается на Англзарк, Морган говорит ему, что его отец попал в ловушку и не может уйти из этого мира. Морган использует свою силу некромантии, чтобы мучить отца Тома, заставляя того верить, что он находится в аду и горит. Взамен на освобождение Джона Морган требует от Тома гримуар, который забрал у него Ведьмак. Том возвращается в зимний дом, чтобы найти гримуар, но обнаруживает, что в его отсутствие Мэг вспомнила, кто она и злится. Она запирает Тома в подвале, где уже заключен Ведьмак. Марсия, сестра Мэг, освобождается и сбегает. Тому удаётся бежать, но он вынужден бросить Ведьмака.
Неподалёку от зимнего дома Ведьмака в Адлигтоне живёт и работает его брат Эндрю. Том отправляется к нему и находит там Алису, которую Ведьмак отправил обратно к Хёрстам, но она не пожелала возвращаться из-за неприязни к Моргану. Эндрю и Алиса помогают Тому освободить Ведьмака, но Том снова сталкивается с Морганом. Морган рассказывает Тому, что он на самом деле является сыном Ведьмака. Его настоящая мать, Эмили Бёрнс, была женщиной, которую Ведьмак любил до того, как встретил Мэг. Он говорит, что Ведьмак не был женат на Эмили, но, прежде чем Ведьмак бросил семью, Эмили родила ему семь сыновей и Морган был младшим из них.
Том и Алиса возвращаются в дом Ведьмака. Алиса освобождает Ведьмака, а Том тем временем усмиряет Мэг и запирает её в подвале. Ведьмак спасён, и Том отправляется на поиски гримуара. Но одичавшая Марсия на свободе и пытается восстановить силы. Том выгоняет её, а утром Ведьмак возвращается в дом вместе с братом и Марсией на цепи. После усмирения Марсии Том возобновляет поиски гримуара и за этим занятием его застаёт Ведьмак. Том рассказывает Ведьмаку, что Морган вынуждает его это делать, но Ведьмак говорит, что Морган солгал и у него нет детей. Морган был сыном Эмили Бёрнс и человека, ради которого она оставила Ведьмака годом ранее. Хёрсты усыновили его подростком, он влюбился в их дочь, которая утопилась в отчаянии, когда родители не приняли их роман.
Морган отправляет Ведьмака и Тома преследовать домового, а сам в это время крадёт гримуар из кабинета Ведьмака. Пока Ведьмак пытается определить местонахождение Моргана и книги, Алиса говорит Тому, что Морган прячется в часовне, где воскрешает мёртвых, чтобы получить плату от их близких. Том отправляется в часовню и находит там Моргана. По-прежнему угрожая навредить Джону Уорду, Морган требует помощи от Тома в достижении своей цели: воскрешение Голгофа, Повелителя Зимы. Взамен Морган рассчитывает получить от древнего божества неограниченную власть. Но как только Голгофа появляется, он оказывается внутри магического защитного круга, в котором находится Морган. Голгоф убивает Моргана, заморозив и разрушив его тело. Голгоф требует, чтобы Том освободил его, но тот отказывается прежде чем впасть в беспамятство. Когда Том приходит в себя, Голгофа уже нет. Мэг и Марсия, освободившиеся из подвала Ведьмака, вытаскивают Тома из кургана, засыпанного землёй, и отводят Тома к его учителю.
Ведьмак объясняет, что Морган пытался воскресить Голгофа и раньше, когда он был учеником Ведьмака, но ничего не получилось. Ведьмак хотел посадить Моргана в яму, но его старая любовь, Эмили, умоляла пощадить её сына. Поэтому Ведьмак устроил ловушку для Моргана: он скопировал гримуар, но с одним изменением на латыни; таким образом, древнее божество появилось бы в магическом круге, убив того, кто его воскресил. Его время в круге было ограничено, и когда Том отказался освободить его, он должен был вернуться в свои владения.
Чтобы спасти Графство, Ведьмак был вынужден заключить сделку с ведьмами-ламиями и отпустить их на волю. Несколько недель спустя, с приходом весны, Ведьмак запирает Марсию в гроб и отправляет в сопровождении Мэг в её родную землю — Грецию. Ведьмак вместе с Томом и Алисой отправляется обратно в «летний дом» в Чипендене. По пути Том останавливается на своей семейной ферме. Здесь мать говорит ему, что навсегда покидает графство, чтобы вернуться на родину — в Грецию — и там бороться с тьмой. Но прежде чем покинуть родных, она показывает Тому тайную комнату, защищённую от зла, и просит не разрешать никому входить в неё, кроме самого Тома и Алисы.

## Основные персонажи
- Том Уорд — ученик Ведьмака
- Джон Грегори — Ведьмак, охраняющий землю от зла и усмиряющий нечисть
- Алиса Дин — ведьма, подруга Тома
- Мэг Скелтон — домашняя ведьма-ламия
- Морган Хёрст — некромант/маг, один из проваливших обучение учеников Ведьмака
- Джек Уорд — брат Тома
- Элли Уорд — жена Джека
- Ламия/Зенобия — мать Тома
- Джон Уорд — отец Тома
- Мистер и миссис Хёрст — приёмные родители Моргана
- Эндрю Грегори — брат Ведьмака
- Шанкс — курьер Ведьмака
- Голгоф — древнее злобное божество, способное вытянуть из человека душу, так же известный под именем «Бог Мясник»
- Марсия Скелтон — сестра Мэг
- Мэри Уорд — дочь Джека и Элли

## Отзывы
Книга в целом получила положительные отзывы и оценку 4,11/5 на Goodreads, что немногим выше оценки предыдущей книги серии.

## Зарубежные издания
- В США книга вышла под названием Night of the Soul-Stealer в серии «The Last Apprentice».